# Long Bredy
Long Bredy – wieś w Anglii, w hrabstwie Dorset. Leży 14 km na zachód od miasta Dorchester i 195 km na południowy zachód od Londynu.